# Іванець Іван Йосипович
Іва́н Йо́сипович Іване́ць (9 січня 1893, Новосілки-Гостинні Самбірського району Львівської області — 10 березня 1946, Солікамськ, Пермська область, Росія) — український художник, редактор, видавець, фотограф. Зять скульптора Михайла Паращука.

## Життєпис

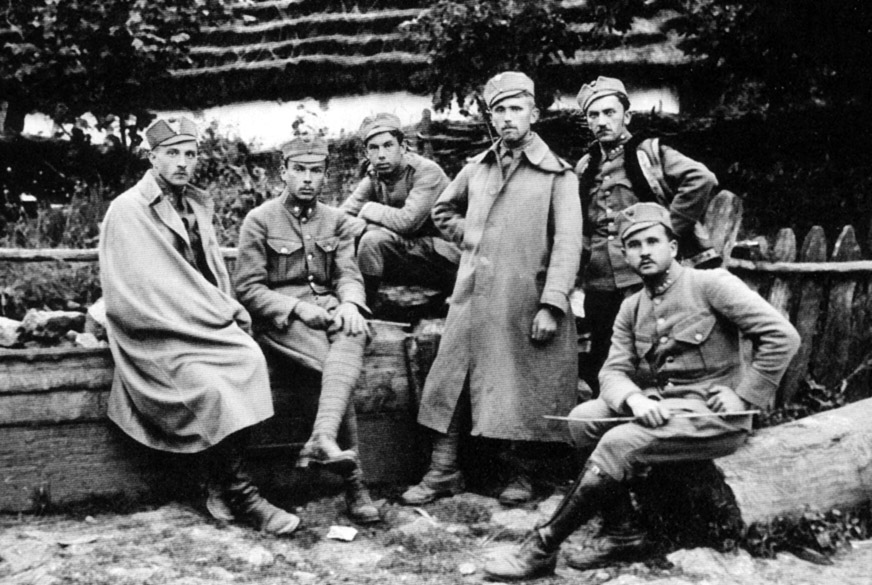
Гурток Пресової Кватири у полку УСС, липень 1916 р. Зліва направо: Роман Купчинський, Іван Іванець, Василь Оробець, Василь Дзіковський, Лев Лепкий, Теофіл Мойсейович

Народився 9 січня 1893 року в селі Новосілки-Гостинні, нині Самбірського району Львівської області. Закінчив гімназію у Львові. Навчався на правничому факультеті Львівського університету. Паралельно студіював живопис в майстерні Станіслава Батовського-Качора та у Вільній академії мистецтв (1912—1914). З початком Першої світової війни вступив до Легіону УСС до сотні Василя Дідушка стрільцем. Під час Карпатських боїв мав звання старшого десятника. Згодом — командант чоти.
Іван Іванець був одним із перших організаторів пресово-мистецької справи в Легіоні УСС. В УСС був художником, графіком і фотографом. Ряд фотографій із повсякденного життя стрілецтва належать об'єктиву його фотоапарата. Четар Легіону УСС. Був головою організації «Пресова кватира» для збору матеріалів до історії УСС. Створив мистецьку групу Пресової Кватири УСС в полі разом із Осипом Куриласом, Левом Ґецом, Юліаном Назараком та Осипом Сорохтеєм. Легіон УСС дістав свій стрілецький однострій і прапор в основному завдяки проектам і заходами співробітників Пресової Кватири — Лева Лепкого та Івана Іванця. Був маляром «Ордену Залізної Остроги» в УСС. Прикрашав у містичному стилі зал у Розвадові (Галичина), де урочисто відбувалось пасовання на Лицарів.
Від 1917 року був командантом відділу протигазової служби УСС. Того ж року в бою під Конюхами потрапив у російський полон. Після повернення в Україну вступив до Київських Січових стрільців і далі займався пресово-мистецькою діяльністю.
Іван Іванець є автором стрілецьких фото, які послужили ілюстративним матеріалом для багатьох видань, зокрема ювілейного альбому «Українські Січові Стрільці. 1914—1920» (Львів, 1935). Частина малюнків, також світлин зроблені ним поблизу с. Соснів.
У бою під Махнівкою (квітень 1920) втратив більшість свого фотографічного доробку з часів Визвольних змагань. Це зокрема 2 тис. фотографій історичних пам'яток і мистецьких творів та 900 фотографій, що ілюстрували життя УСС.
По закінченню Першої світової війни проживав у Празі. Там, у Карловому університеті здобув юридичну освіту, став доктором права. Паралельно навчався в студії пластичного мистецтва в І. Кулеця.
У 1921 році був членом Стрілецької ради.
У 1934 році працював редактором журналу «Українська ілюстрація» у Львові.
У 1937—1939 роках займався ілюструванням стрілецьких видань і видань «Червоної Калини». Був видавцем «Червоної Калини» та редактором «Календаря-альманаху „Червоної Калини“». Приятель Пласту. Автор батальних композицій, пейзажів. Автор численних спогадів про УСС та статей на мистецькі теми.
У 1942—1944 роках голова Спілки праці українських образотворчих мистців у Львові. Співпрацював із військово-історичним відділом Військової управи Дивізії «Галичина».
У липні 1944 році виїхав зі Львова до Відня, а в 1945 — до Кракова, де його заарештував СМЕРШ і вивіз до Солікамська (Пермська область, Росія), де він помер 10 березня 1946 році.
1952 року знищено 17 олійних полотен Івана Іванця зі збірки Національного музею у Львові. Нині там зберігається одна його робота — «Незнаний стрілець» (1929).
Дружина — Л. Паращук, донька скульптора Михайла Паращука.